# DB-Baureihe 724
| DB-Baureihe 724                                                                          | DB-Baureihe 724                           | DB-Baureihe 724                           |
| ---------------------------------------------------------------------------------------- | ----------------------------------------- | ----------------------------------------- |
| Der zum Indusi-Messwagen 724 001 umgebaute Prototyp VT 95 906 im Juni 1981 in Regensburg |                                           |                                           |
|                                                                                          | 724 001                                   | 724 002–003                               |
| Hersteller                                                                               | Waggonfabrik Uerdingen Umbau im Aw Kassel | Waggonfabrik Uerdingen Umbau im Aw Kassel |
| Baujahre                                                                                 | 1950 1968 (Umbau)                         | 1952–1954 1972 (Umbau)                    |
| Ausmusterung                                                                             | 1986                                      | 2000                                      |
| Anzahl                                                                                   | 1                                         | 2                                         |
| Achsformel                                                                               | A1-dm                                     | A1-dm                                     |
| Spurweite                                                                                | 1435 mm (Normalspur)                      | 1435 mm (Normalspur)                      |
| Höchstgeschwindigkeit                                                                    | 90 km/h                                   | 90 km/h                                   |
| Länge über Puffer                                                                        | 10.650 mm                                 | 13.298 mm                                 |
| Leermasse                                                                                | 15 t                                      | 16 t                                      |
| Leistung                                                                                 | 2 × 110 kW                                | 2 × 110 kW                                |

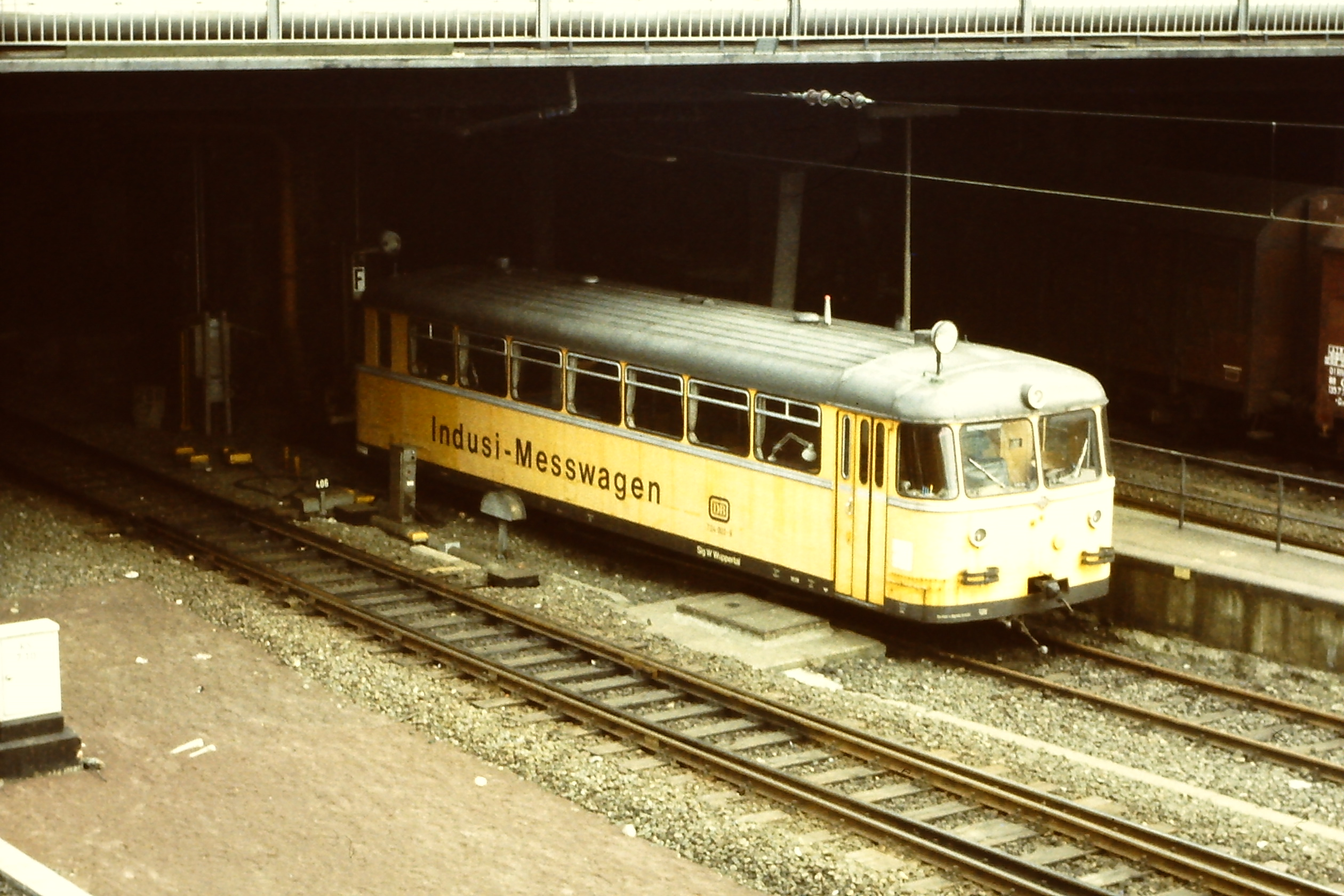
724 002 in Hamburg Hbf, 1984

Als Baureihe 724 bezeichnete die Deutsche Bundesbahn Bahndienstfahrzeuge zur Prüfung von Indusi-Streckeneinrichtungen. Es existierten drei Fahrzeuge dieser Baureihe.

## Geschichte
Mit der zunehmenden Verwendung der induktiven Zugbeeinflussung wurde ein Messfahrzeug notwendig, um die korrekte Funktionsweise der Streckeneinrichtungen zu überprüfen. Dazu wurde am 21. Juni 1963 ein Uerdinger Schienenbus der Vorserie mit der Fahrzeugnummer VT 95 906 ausgemustert und im Ausbesserungswerk Kassel zum Prüfwagen für Indusi-Streckeneinrichtungen umgebaut. Die Laufleistung des Fahrzeugs betrug zu diesem Zeitpunkt 1.236.000 Kilometer. Als 6205 Wt bezeichnet, nahm er am 25. Februar 1964 beim Bahnbetriebswerk Wuppertal seinen Dienst auf und ersetzte die bis dahin für diesen Zweck vorgehaltene Messdraisine. Ab dem 1. Januar 1968 trug der Triebwagen im computerlesbaren Nummerierungsschema die Bezeichnung 724 001-3.
Da die Induktive Zugbeeinflussung starke Verbreitung fand, reichte schon bald ein Fahrzeug nicht mehr aus. 1972 wurden daher erneut im Aw Kassel die ausgemusterten VT 795 144 und 471 ebenfalls zu Prüffahrzeugen umgebaut und als 724 002-1 und 724 003-9 bezeichnet. 
Am 18. Januar 1986 wurde der erste der drei eingesetzten Messwagen, 724 001, im Bw Heidelberg ausgemustert. Anschließend war das Fahrzeug über 20 Jahre hinweg auf Abstellgleisen, zuletzt vor dem Wormser Lokschuppen, hinterstellt und verfiel zusehends. 2007 wurde der Triebwagen, der letzte noch existierende Vorserien-VT 95, von der Vulkaneifelbahn erworben und nach Gerolstein abtransportiert. Dort soll mittelfristig eine Restaurierung erfolgen. Auch die beiden anderen Fahrzeuge der DB-Baureihe 724, die im Jahr 2000 ausgemustert worden waren, blieben erhalten. 724 003 wurde optisch in den Auslieferungszustand als VT 95 zurückversetzt und als solcher in Wuppertal-Cronenberg als Denkmal aufgestellt.

## Technik
Im Zuge des Umbaus vom Uerdinger Schienenbus zum Indusi-Messwagen wurden neben der Messtechnik auch zusätzliche Arbeitsscheinwerfer installiert und teils Seitenfenster verschlossen. Zur Überprüfung der Sicherungseinrichtungen besaßen die Indusi-Messwagen Prüfmagnete, mit denen die Funktion der Streckeneinrichtung überprüft wurde. Zunächst erhielt 724 001 lediglich einen dieser Prüfmagnete. 1971 wurde jedoch auf der anderen Fahrzeugseite ein zweiter Magnet installiert und der Betriebsablauf erheblich optimiert: Ein- und Ausfahrsignale konnten nun in einem Arbeitsgang überprüft werden, vorher nötiges Umsetzen entfiel.
Die Abstellung der Fahrzeuge zur Jahrtausendwende hatte mehrere Gründe: Die Triebwagen waren mittlerweile in die Jahre gekommen, die Höchstgeschwindigkeit war gering und behinderte vielerorts den Regelbetrieb, auf Strecken mit hoher zulässiger Geschwindigkeit war die Linienzugbeeinflussung eingeführt worden und auch auf langsameren Strecken wurde die Verwendung der digitalen punktförmigen Zugbeeinflussung verpflichtend. Für diese neuartige Sicherungstechnik waren die Indusi-Messwagen der Baureihe 724 jedoch nicht geeignet. 
Heute ermöglichen moderne Prüffahrzeuge wie die RAILab-Garnituren neben der Überprüfung von sämtlichen Sicherungseinrichtungen gleichzeitig die digitale Erfassung von sämtlichen betriebsrelevanten Parametern der Gleislage und erlauben hohe Messgeschwindigkeiten. Mancherorts werden Streckenmagnete nach der Abstellung der Indusi-Messwagen jedoch von Technikern per Handgerät gewartet.